# Poeciloxestia travassosi
Poeciloxestia travassosi là một loài bọ cánh cứng trong họ Cerambycidae.